# Scala di Knoop
La scala di Knoop è un sistema di misurazione della durezza dei materiali, impiegato specialmente per materiali molto duri e  fragili, per es. ceramica e vetro.
Venne sviluppato da Frederick Knoop e colleghi nel 1939 nei laboratori del National Bureau of Standards degli Stati Uniti.
Il test di durezza Knoop viene fatto con un durometro simile a quello usato per determinare la durezza nella scala Vickers. L'indentatore anche in questo caso ha una punta di diamante piramidale, ma con base romboidale allungata anziché quadrata come nella prova Vickers. Il carico applicato varia normalmente da 0,1 a 2 kg.
È chiamato anche "test di microdurezza" perché le dimensioni dell'impronta vengono lette con un microscopio.
Una volta noto il carico applicato P (in kg) e La lunghezza L dell'indentazione lungo la diagonale maggiore (in mm), il valore HK di durezza nella scala di Knoop viene calcolato con la formula
{\displaystyle HK={P \over {C_{p}L^{2}}}}
dove Cp è un fattore di correzione dipendente dalla forma dell'indentatore, idealmente 0,070279.
Il valore ottenuto ha quindi la dimensione di kg/mm2.
- Valori indicativi della durezza Knoop comparati con la scala di Mohs.

| Minerale   | Scala di Mohs | Durezza Knoop |
| ---------- | ------------- | ------------- |
| Talco      | 1             | 1             |
| Gesso      | 2             | 32            |
| Calcite    | 3             | 135           |
| Fluorite   | 4             | 163           |
| Apatite    | 5             | 430           |
| Ortoclasio | 6             | 560           |
| Quarzo     | 7             | 800~900       |
| Topazio    | 8             | 1.300~1.400   |
| Corindone  | 9             | 2.000         |
| Diamante   | 10            | 8.000~8.500   |